# Park Kyung-bok
Park Kyung-bok (16 marzo 1952) è un ex calciatore sudcoreano, di ruolo difensore.